# Chah-e Reza Farahmand
Chah-e Reza Farahmand (em persa: چاه رضا فرهمند, também romanizada como Chāh-e Reẕā Farahmand) é uma aldeia do distrito rural de Esfandar, no condado de Abarkuh, na província de Yazd, Irã.